# La que no podía amar
La que no podía amar es una telenovela mexicana producida por José Alberto Castro para Televisa, historia basada en la radionovela "La mujer que no podía amar", original de Delia Fiallo y bajo la adaptación de Ximena Suárez.
Protagonizada por Ana Brenda Contreras, Jorge Salinas y José Ron, con las participaciones antagónicas de Susana González, Julián Gil, Ana Bertha Espín, Mar Contreras y Jorge Aravena y con las actuaciones estelares de Ana Martín, Ignacio López Tarso, Humberto Elizondo, Ingrid Martz y Osvaldo Benavides.
Las grabaciones comenzaron el 13 de junio de 2011.

## Argumento
En la ciudad de Tuxtla Gutiérrez en el estado de Chiapas vive Ana Paula, una joven noble y trabajadora que se gradúa como enfermera. Ella ha quedado huérfana desde muy pequeña, por lo que con su hermano Miguel quedan al cuidado de su tía, Rosaura, una mujer amargada, egoísta y ambiciosa que finge estar enferma del corazón y que los culpa de no haber podido disfrutar de su vida como hubiera querido al estar al pendiente de ellos.

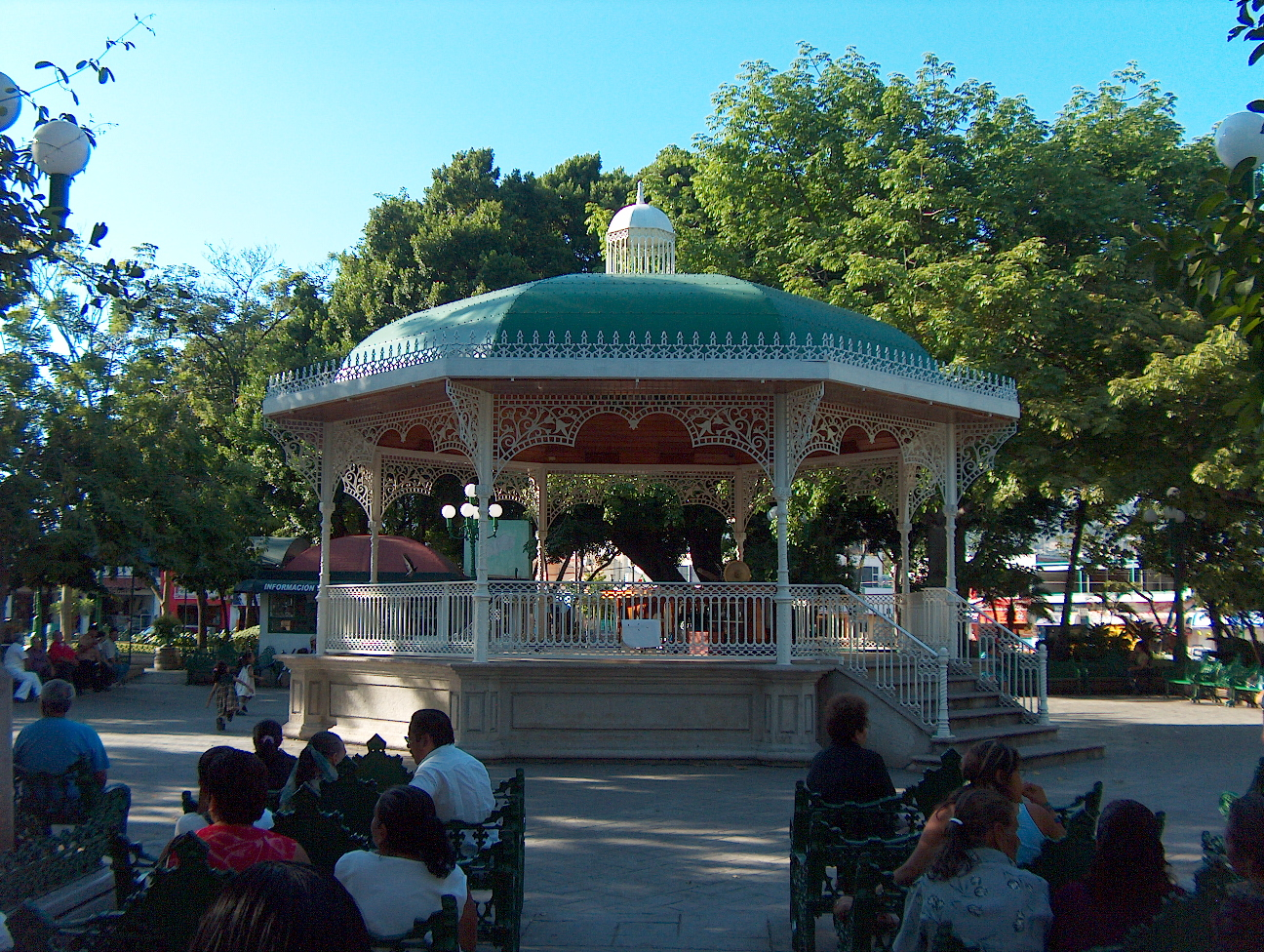
Tuxtla Gutiérrez donde se realiza la telenovela

La situación económica de la familia es muy precaria, viven en una humilde casita que les renta Don Máximo un hombre malintencionado que al no poder cortejar a Ana Paula, decide en venganza echarlos a la calle y denunciar a la muchacha por intento de asesinato, ya que cuando Máximo trata de abusar de ella, Ana Paula lo impide cortándole la mano con una botella rota.
Rogelio, dueño de la Hacienda Del Fuerte ubicada en el pueblo de San Gabriel, vive amargado por quedar inválido a causa de un accidente y porque su prometida Vanessa lo abandonó. Desde entonces es un hombre despiadado, amargado y ruin. Bruno como abogado de Rogelio, le ofrece ayuda a Ana Paula con su trabajo de enfermera para cuidar a Rogelio, ella sin dudar lo acepta.
Ana Paula acude a la hacienda pero se asusta al conocer el carácter de Rogelio, y se ve resignada a trabajar para un hombre con tan mal carácter. Además de Rogelio, en la casa vive su hermana Cynthia, que se siente obligada a cuidar de su hermano y soportarlo pues él se niega a darle la parte de la herencia que le corresponde, esto como la manera de retenerla a su lado. También están Efraín, un peón de la hacienda que ama a Cynthia pero ésta solo lo utiliza como su amante; Consuelo una joven sirvienta que le tiene un inocente y sincero amor a Efraín y María, la madrina de Consuelo, una mujer abnegada y generosa que ha criado a Rogelio y Cynthia como si fueran sus propios hijos. Además junto a ella vive Margarito, un niño al que María protege.
Por otra parte, Ana Paula conoce a Gustavo, un joven ingeniero, honesto y trabajador, que vive con su hermana Mercedes, también enfermera. Entre ambos surge un amor que a su vez despierta un peligroso conflicto, pues Rogelio también se ha enamorado de Ana Paula.
Debido a un trágico accidente que provoca Miguel, en el que queda herido y con posibilidades de ir a la cárcel de por vida, Rogelio le propone a Ana Paula que salvará la vida de su hermano si ella acepta ser su esposa. Ana Paula acepta después de que Bruno y Rosaura le hacen creer que Gustavo ha muerto.
Sin embargo, el verdadero amor triunfa si Ana Paula puede escoger con libertad si se queda con Rogelio o con Gustavo o seguir siendo "La que no podía amar".

## Elenco
- Ana Brenda Contreras: Ana Paula Carmona Flores / Ana Paula Carmona Flores de Montero / Ana Paula Galván Flores de Montero
- Jorge Salinas:  Rogelio Montero Báez
- José Ron: Gustavo Durán Esquivel
- Susana González: Cynthia Montero Báez / Cynthia Montero Gómez / Cynthia Montero Gómez de Durán
- Ana Martín: María Gómez
- Ana Bertha Espín: Rosaura Flores Nava
- Ingrid Martz: Daniela "Dany" Gutiérrez
- Julián Gil: Bruno Rey
- Fabián Robles: Efraín Ríos
- Paty Díaz: Macaria de Hernández
- Osvaldo Benavides: Miguel Carmona Flores
- Mar Contreras: Vanesa Galván Villaseñor
- Alejandro Ávila: Ernesto Cortés
- Marco Méndez: Esteban
- Michelle Ramaglia: Consuelo Herrera
- Anaís: Mercedes Durán Esquivel
- Germán Gutiérrez: Ulises Hernández
- Adanely Núñez: Carmen
- Ignacio López Tarso: Fermín Peña
- Jorge Aravena: David Romo
- Elizabeth Dupeyrón: Elsa Villaseñor de Galván
- Humberto Elizondo: Federico Galván
- Javier Ruán: Don Máximo Pinos
- Polly: Helena
- Elena Torres: Rocío "Chio"
- Mario del Río: Juan
- Ricardo Mendoza "El Coyote": Ingeniero
- Uriel del Toro: Hugo Dueñas
- Tania Lizardo: María de la Paz "Maripaz" Hernández
- Martín Brek: Ingeniero
- Aurora Clavel: Doña Milena
- Yolanda Ventura: Gloria de Cortés
- Marina Marín: Felipa Pérez
- Juan Bernardo Flores: Margarito Montero Carmona / Margarito Montero Galván
- Rigoberto Carmona: Comandante
- Zaneta Seilerova: Hilda
- Eduardo Liñán: Iván Montero
- Georgina Domínguez: Manuela
- Marcos Montero: Simón
- Jorge Abraham: El Tuerto
- Fernando Moya: Amigo de David
- Javier Villareal: González
- Albert Chávez: Labriego
- Daniela García: Melina
- Maria Luísa Rubino: Marcela de Cortés
- Antônio Fortier: Pablo
- Mario Sauret: Doctor
- Enrique Montaño: Edgar
- Marco Sánchez
- Raúl Magaña
- Arturo Paulet
- Alisa Vélez
- Gladys Huitron

## DVD
Fue lanzada en formato DVD en México y Estados Unidos. Se compone de 4 discos y contiene un resumen de la telenovela con duración de más de 14 horas. En el DVD de Estados Unidos contiene subtítulos en inglés.

## Premios y nominaciones
| Año  | Premio             | Categoría                     | Nominados                               | Resultados |
| ---- | ------------------ | ----------------------------- | --------------------------------------- | ---------- |
| 2012 | Premios TVyNovelas | Mejor telenovela              | José Alberto Castro                     | Nominada   |
| 2012 | Premios TVyNovelas | Mejor actriz protagónica      | Ana Brenda Contreras                    | Nominada   |
| 2012 | Premios TVyNovelas | Mejor actor protagónico       | Jorge Salinas                           | Ganador    |
| 2012 | Premios TVyNovelas | Mejor primera actriz          | Ana Bertha Espín                        | Nominada   |
| 2012 | Premios TVyNovelas | Mejor actor coestelar         | José Ron                                | Ganador    |
| 2012 | Premios TVyNovelas | Mejor guion o adaptación      | Ximena Suárez Julián Aguilar Janely Lee | Nominados  |
| 2012 | Premios TVyNovelas | Mejor tema musical            | "Te dejaré de amar" por Reyli           | Nominado   |
| 2012 | People en Español  | Mejor Telenovela              | Mejor Telenovela                        | Ganadora   |
| 2012 | People en Español  | Mejor actriz                  | Ana Brenda Contreras                    | Nominada   |
| 2012 | People en Español  | Mejor actor                   | Jorge Salinas                           | Nominado   |
| 2012 | People en Español  | Mejor actriz secundaria       | Susana González                         | Ganadora   |
| 2012 | People en Español  | Mejor actor secundario        | José Ron                                | Nominado   |
| 2012 | People en Español  | Mejor villana                 | Ana Bertha Espín                        | Nominada   |
| 2012 | People en Español  | Mejor villano                 | Julián Gil                              | Nominado   |
| 2012 | People en Español  | Pareja del año                | Ana Brenda Contreras y Jorge Salinas    | Ganadores  |
| 2012 | Premios Juventud   | ¡Chica que me quita el sueño! | Ana Brenda Contreras                    | Ganadora   |
| 2012 | Premios Juventud   | ¡Esta buenísimo!              | Jorge Salinas                           | Nominado   |
| 2012 | Premios Juventud   | ¡Esta buenísimo!              | José Ron                                | Nominado   |

### TV Adicto Golden Awards
| Año  | Categoría                           | Nominados       | Resultado |
| ---- | ----------------------------------- | --------------- | --------- |
| 2012 | Mejor Villano                       | Jorge Salinas   | Ganador   |
| 2012 | Mejor Actriz en un Papel de Reparto | Susana González | Ganadora  |

### Premios Oye 2013
| Categoría                                                             | Nominado(a) | Resultado |
| --------------------------------------------------------------------- | ----------- | --------- |
| Mejor Tema de Telenovela, Serie, Obra de Teatro o Película en Español | Reyli       | Nominado  |